# St. Joseph (Tutzing)

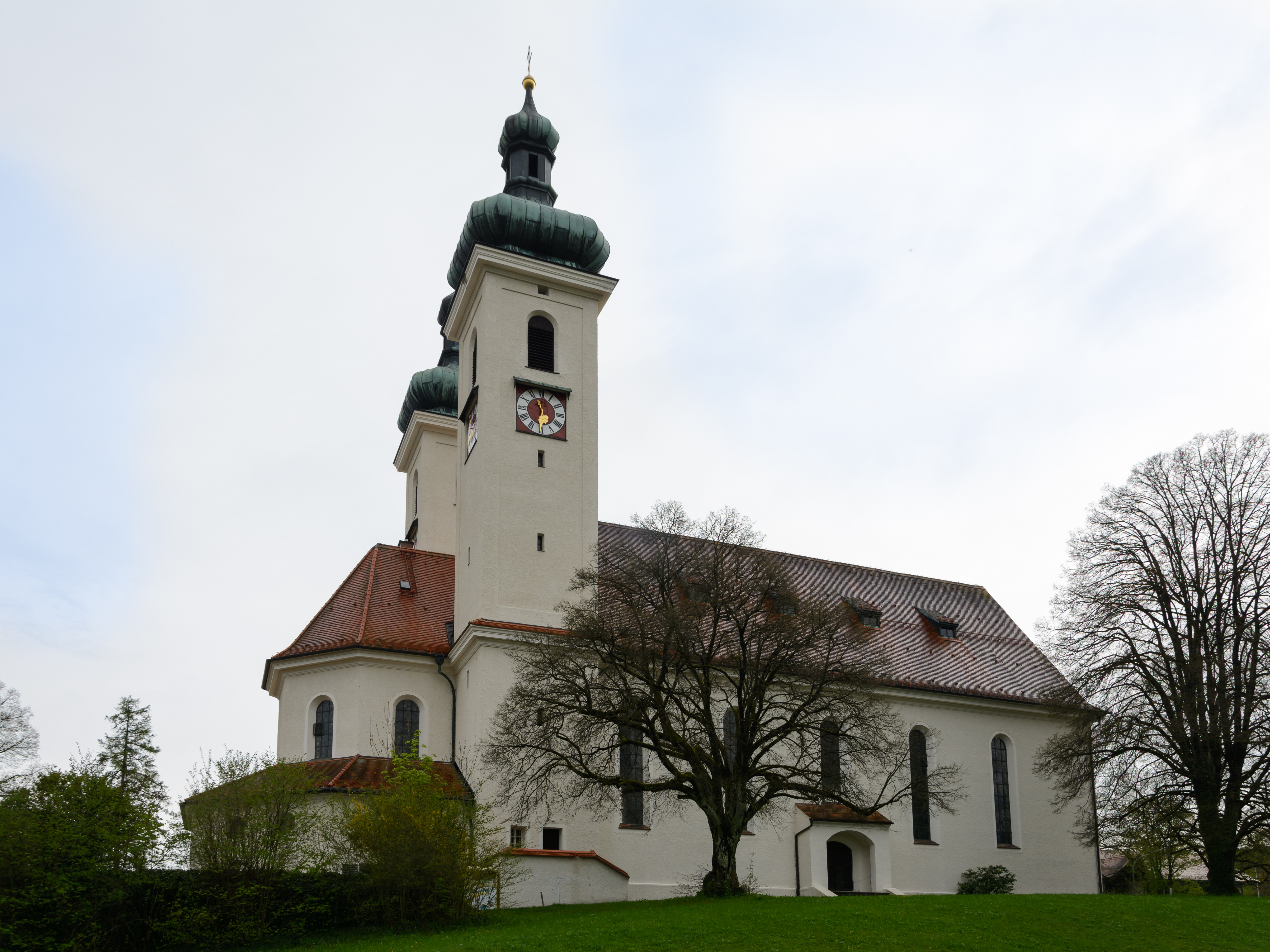
St. Joseph von Norden

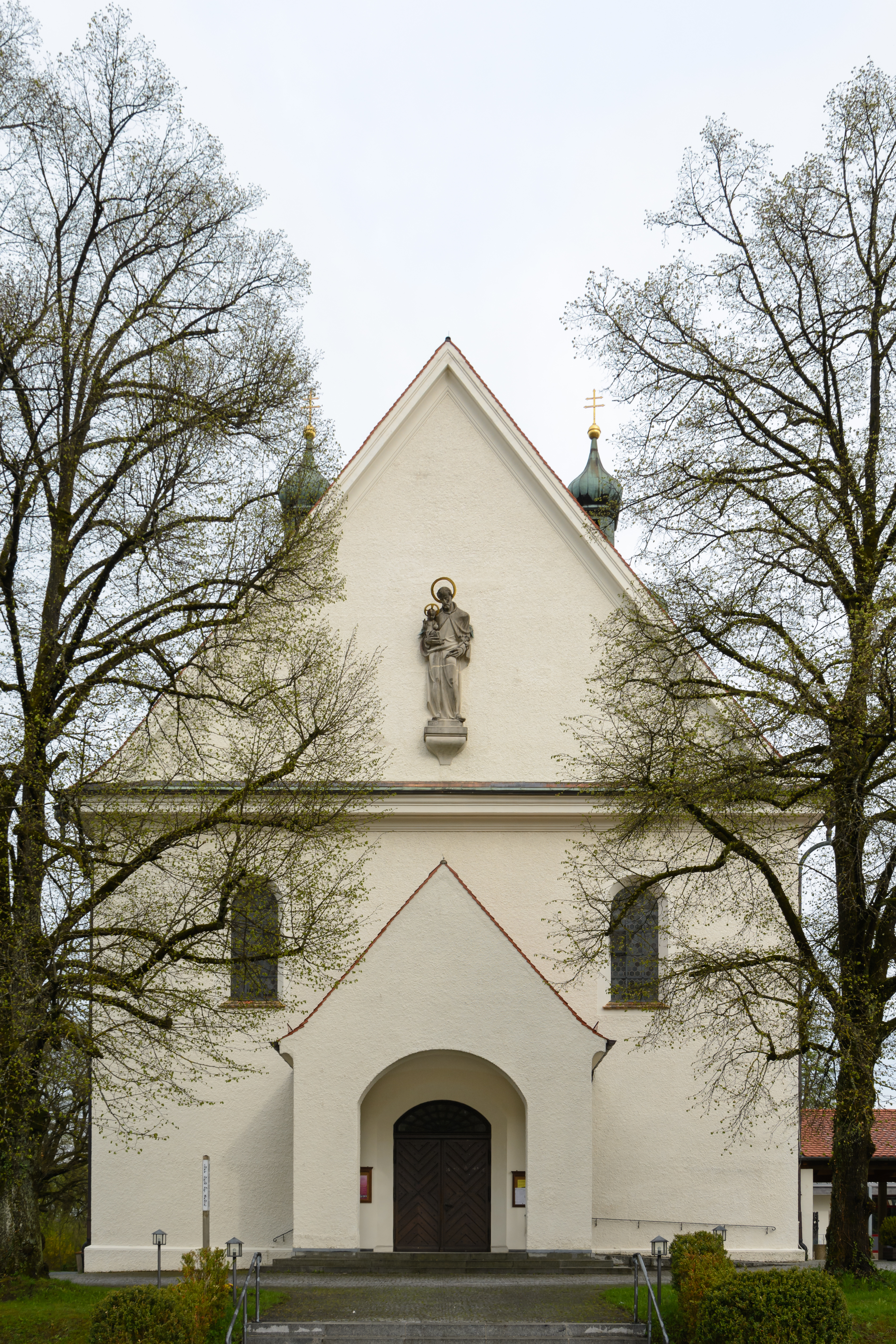
Westfassade

Die römisch-katholische Pfarrkirche St. Joseph in Tutzing im oberbayerischen Landkreis Starnberg, gehört als Teil der gleichnamigen Pfarrei zum Dekanat Starnberg des Bistums Augsburg. Das Gotteshaus mit der Adresse Kirchenstraße 12 steht unter Denkmalschutz.

## Geschichte

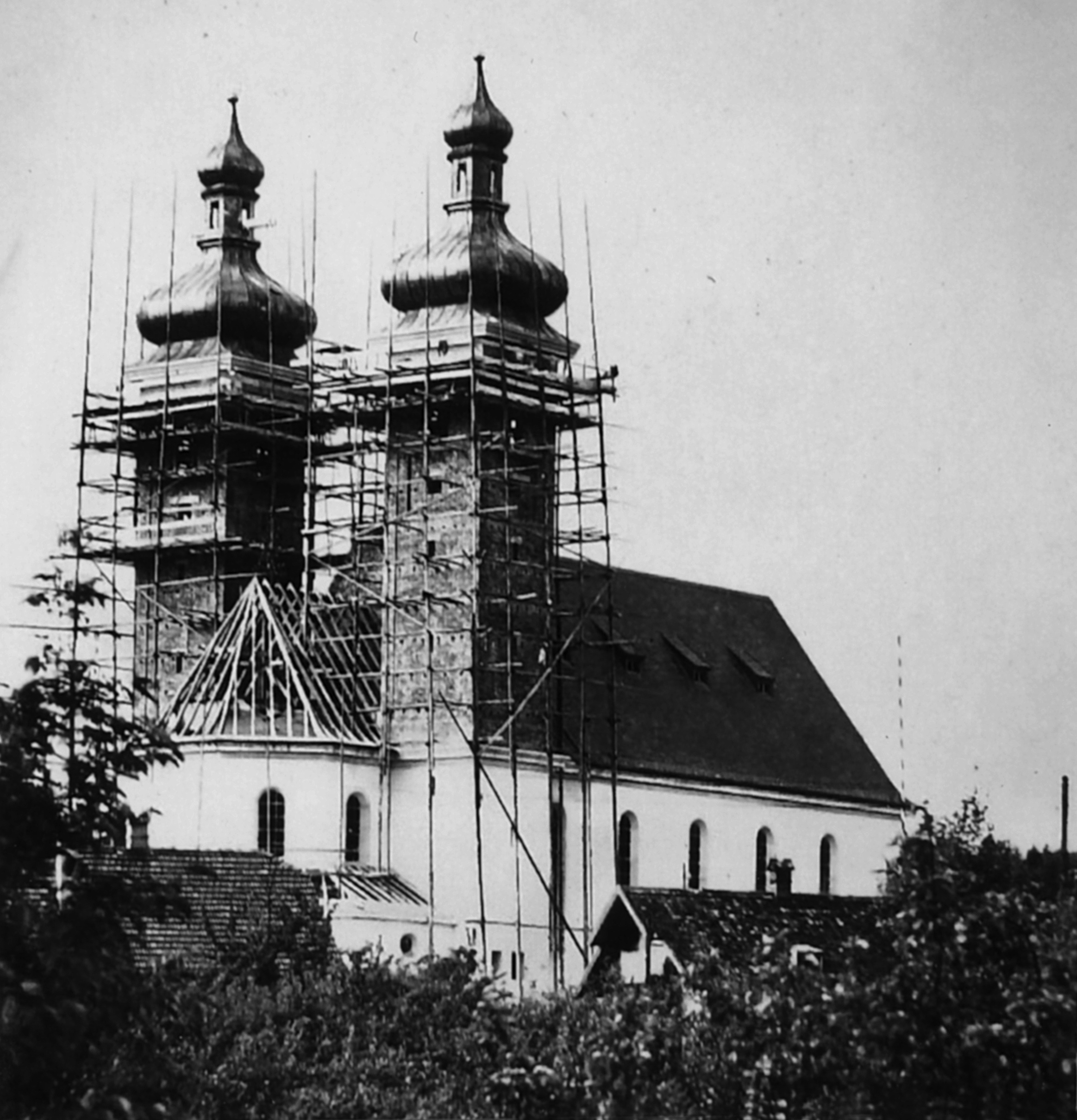
St. Joseph im Bau, 1928

Ab der zweiten Hälfte des 19. Jahrhunderts wuchs die Bevölkerung Tutzings so stark an, dass die Pfarrkirche St. Peter und Paul bald zu klein wurde. So begannen 1885/88 erste Initiativen für einen Kirchenneubau, die zur Gründung eines Kirchenbauvereins führten. Mit dessen Hilfe wurde der Pfarrei 1897 der Bauplatz überlassen, jedoch einigte man sich nicht über das Bauvorhaben, so dass sich dieses verzögerte. Im Jahr 1914 waren bereits 200.000 Goldmark (inflationsbereinigt heute etwa 1.320.000 €) angesammelt, das Geld ging jedoch durch Kriegsanleihen und die deutsche Inflation 1914 bis 1923 verloren. Nach der Währungsreform wurde der Kirchenbauverein 1925 neu gegründet und durch Pfarrer Joseph Boeckeler die Bauplanung forciert.
Am 29. April 1928 wurde der Grundstein für die neue Kirche nach den Plänen des Münchner Architekten Richard Steidle gelegt. Am 14. Juli desselben Jahres konnte bereits der Hebauf gefeiert werden. Am 23. Juni 1929 wurde die St.-Josephs-Kirche geweiht.

Die erste große Renovierung fand 1956 statt. In den 1970er-Jahren erfolgten diverse Erneuerungen: es wurde eine neue Lautsprecheranlage eingebaut, 1972 das Kirchendach neu gedeckt, 1978 die Heizungsanlage erneuert und schließlich erfolgte 1978/79 eine Gesamtrenovierung.

## Beschreibung und Ausstattung

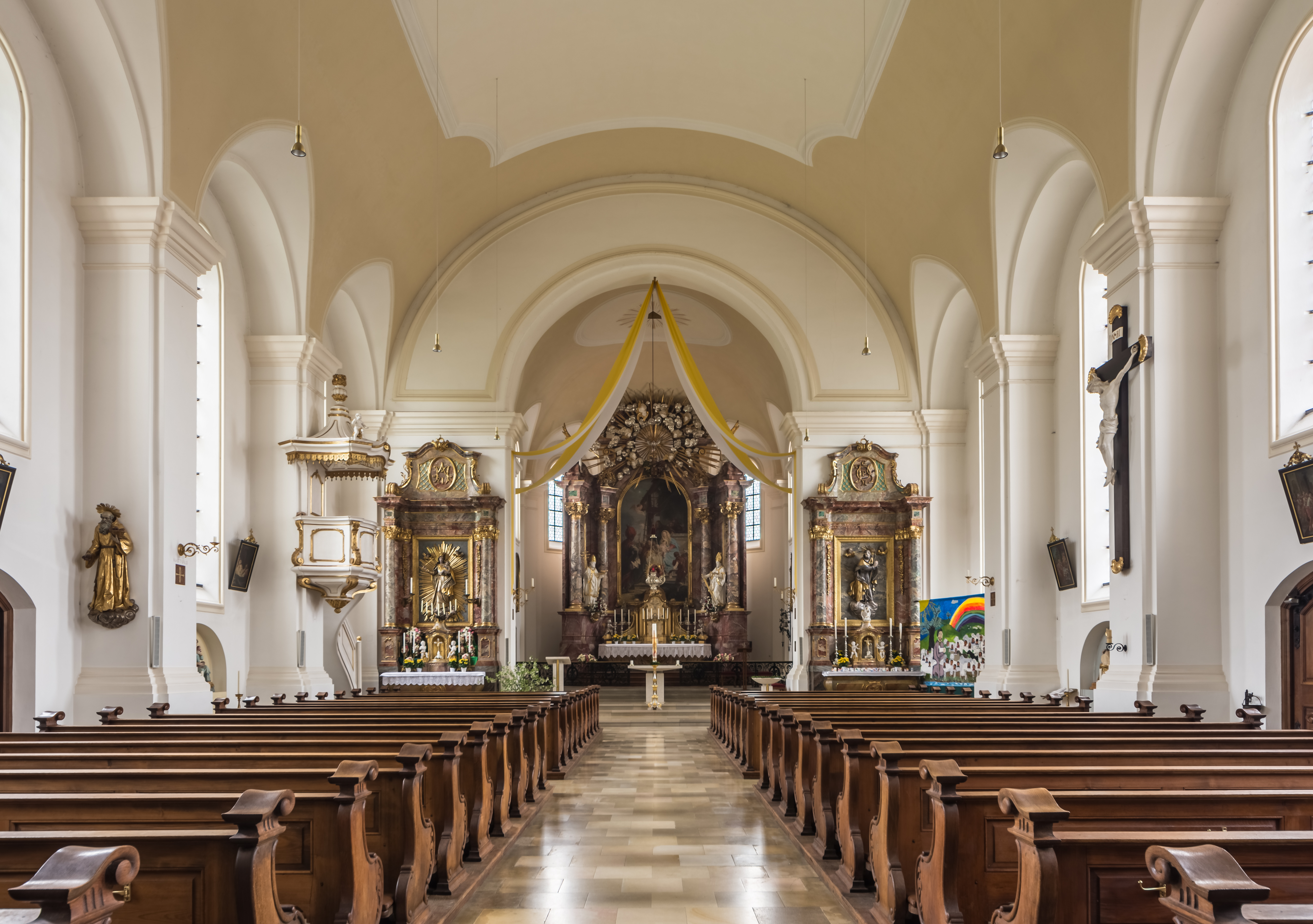
Innenansicht

Die neobarocke Saalkirche mit Doppelturmanlage ist in etwa nach Osten ausgerichtet und befindet sich auf einer Anhöhe in der Ortsmitte. Die beiden den Chor flankierenden Türme sind mit ihren Laternen je 44 Meter hoch.
Den Hochaltar entwarf der Architekt Ludwig Behr; er wurde von Marcell Nemes, dem Besitzer von Schloss Tutzing, gestiftet. Dargestellt ist die Anbetung der Könige als Kopie nach Giovanni Battista Tiepolo. Der linke Seitenaltar zeigt eine Madonna, gefertigt vom Oberammergauer Holzbildhauer Alois Schmid, die St.-Josephs-Skulptur am rechten Seitenaltar stammt von Josef Baumgartner aus Forstenried. Auf einem rückwärtigen Seitenaltar befindet sich seit 1953 die barocke „Tutzinger Madonna“ mit dem „Tutzinger Christkindl“.

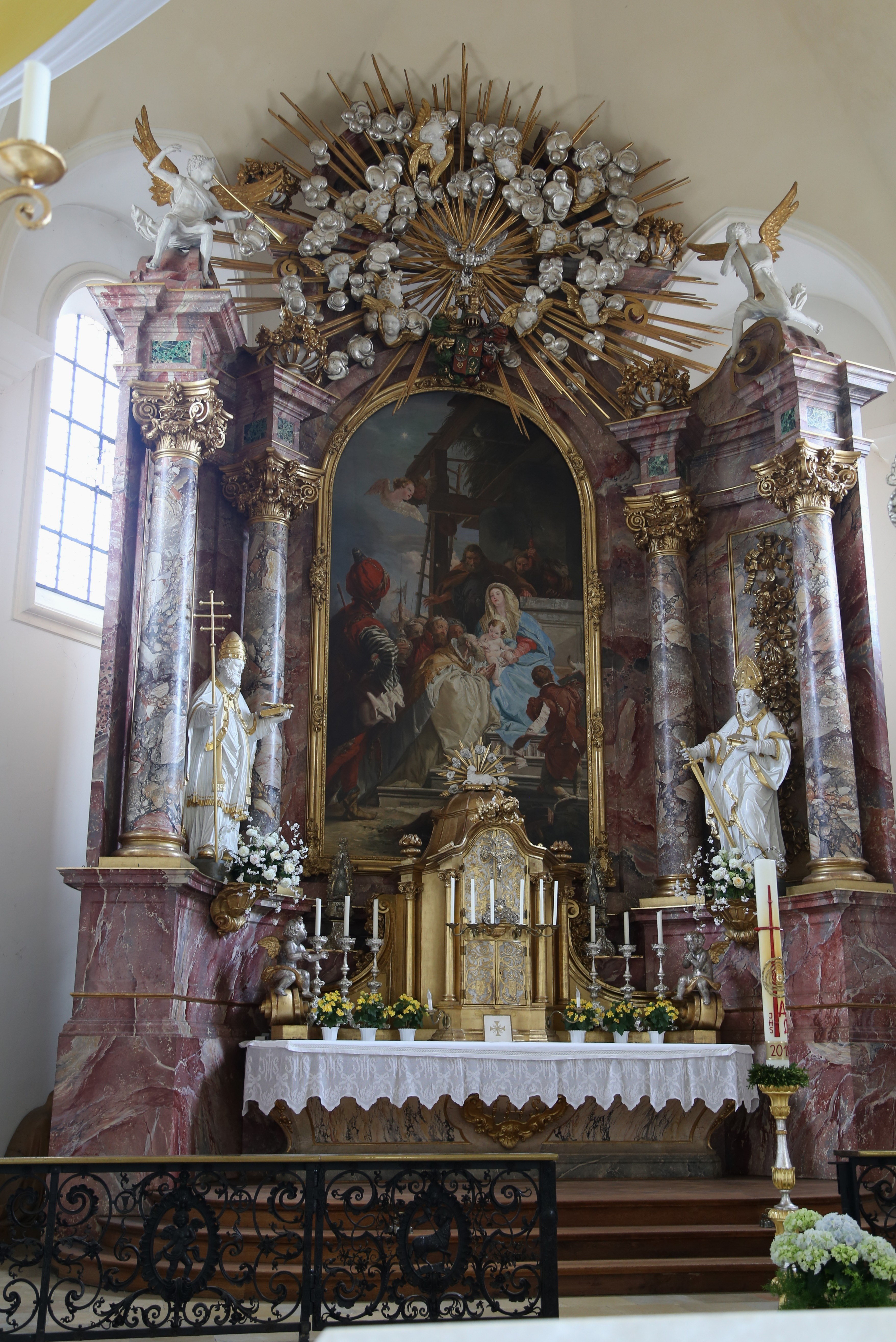
Hochaltar
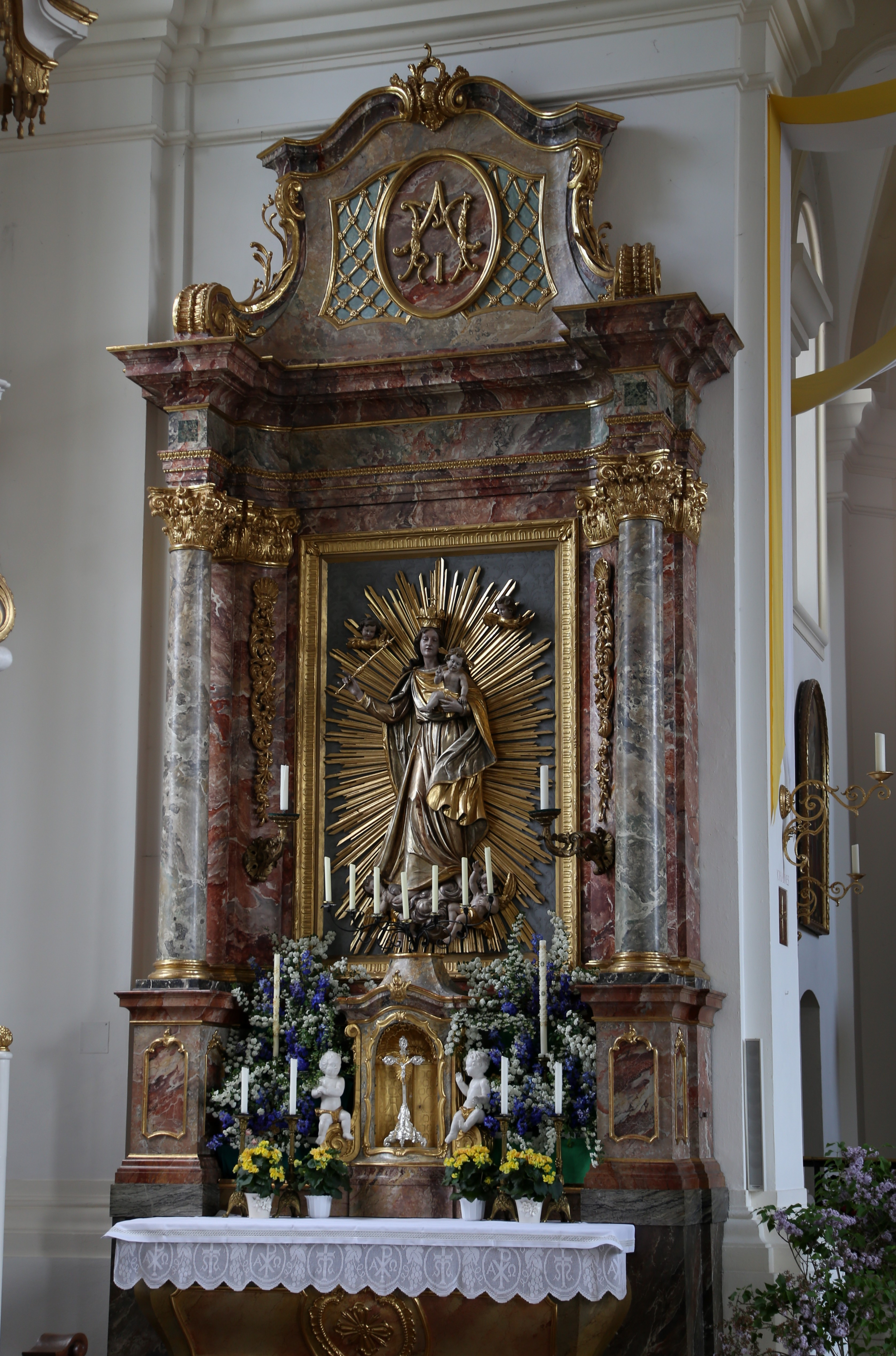
Linker Seitenaltar
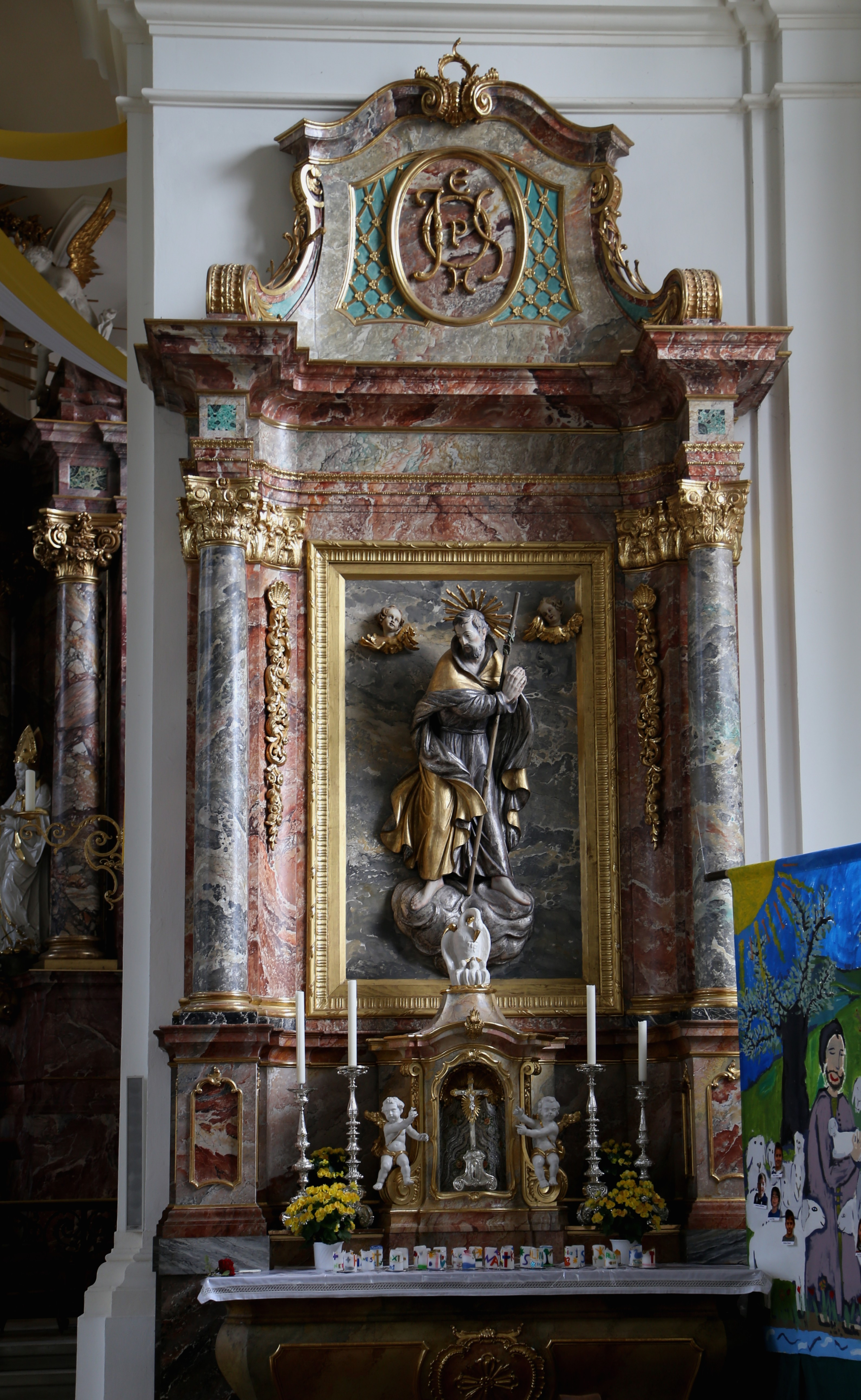
Rechter Seitenaltar

## Orgel

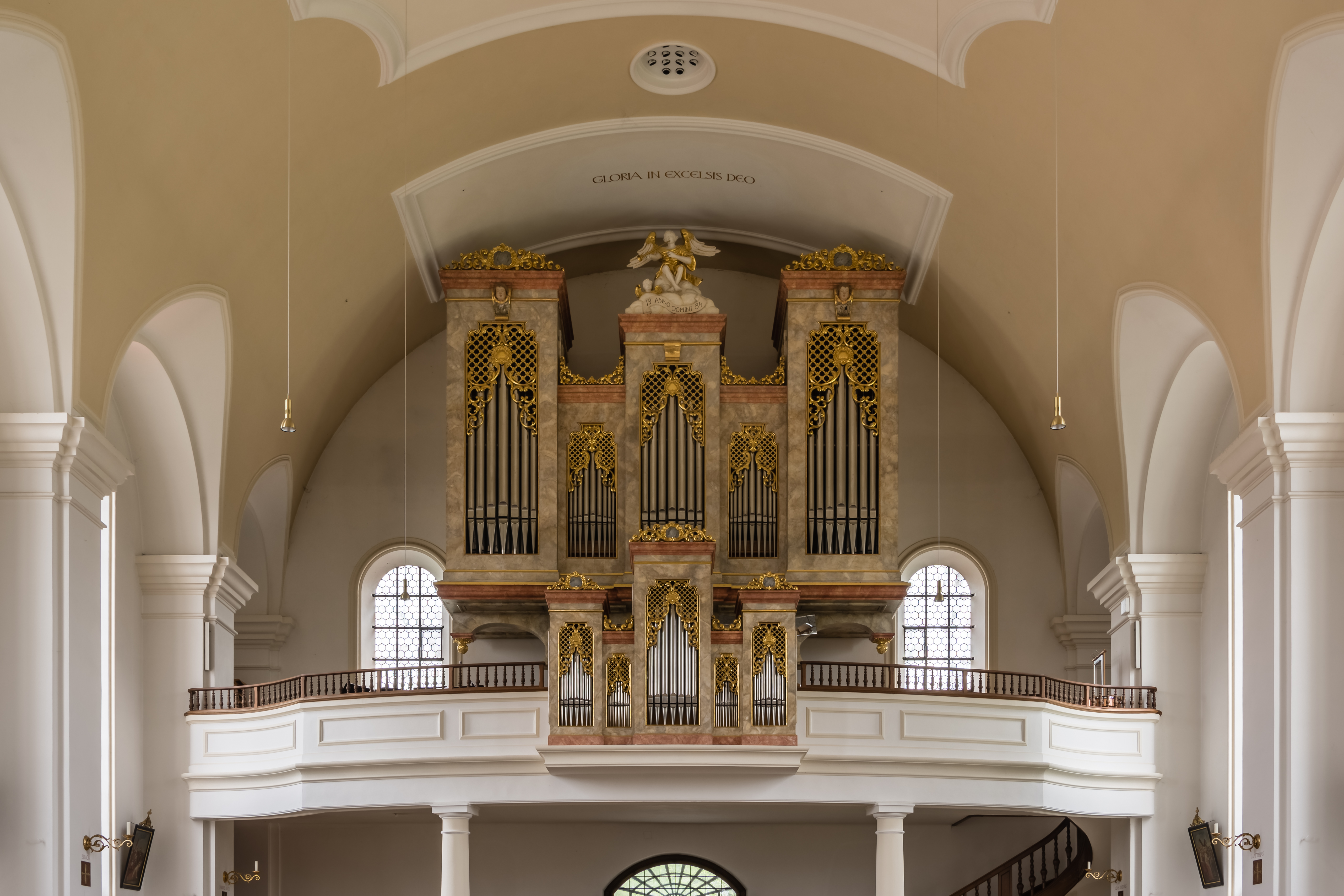
Sandtner-Orgel

Nach der Weihe von St. Joseph wurde bei den Gebrüdern Hindelang aus Ebenhofen eine Orgel in Auftrag gegeben. Aus Geldmangel erhielt diese jedoch nur 11 statt der geplanten 29 Register und ausschließlich Zinkpfeifen. In den 1970er-Jahren wurde dieses Instrument so störanfallig, dass ein neues angeschafft wurde. Dieses wurde von Orgelbau Sandtner aus Dillingen an der Donau gebaut und am 19. Februar 1984 durch Weihbischof Rudolf Schmid geweiht. Dabei wurden 445 Pfeifen und Teile des Gehäuses aus dem alten Instrument übernommen. Die neue Orgel verfügt über 44 Register auf 3 Manualen und Pedal mit insgesamt 3012 Pfeifen. Die Disposition des Instruments mit mechanischer Spiel- und Registertraktur lautet:
| I Rückpositiv C–g3 |       |
| Principal          | 8′    |
| Rohrflöte          | 8′    |
| Octave             | 4′    |
| Querflöte          | 4′    |
| Sesquialter        | 2 ⁄3′ |
| Gemshorn           | 2′    |
| Larigot            | 1 ⁄3′ |
| Scharff            | 1′    |
| Cromorne           | 8′    |
| Tremulant          |       |

| II Hauptwerk C–g3 |       |
| Pommer            | 16′   |
| Principal         | 8′    |
| Spitzflöte        | 8′    |
| Gamba             | 8′    |
| Octave            | 4′    |
| Nachthorn         | 4′    |
| Quinte            | 2 ⁄3′ |
| Octave            | 2′    |
| Mixtur            | 1 ⁄3′ |
| Cornet V (ab g0)  |       |
| Trompete          | 8′    |

| III Schwellwerk C–g3 |        |
| Bourdon              | 16′    |
| Geigenprincipal      | 8′     |
| Copula               | 8′     |
| Salicional           | 8′     |
| Voix céleste         | 8′     |
| Préstant             | 4′     |
| Holzflöte            | 4′     |
| Nasard               | 2 ⁄3′  |
| Fourniture           | 2′     |
| Waldflöte            | 2′     |
| Terz                 | 1 3⁄5′ |
| Trompette harm.      | 8′     |
| Hautbois             | 8′     |
| Clairon              | 4′     |
| Tremulant            |        |

| Pedal C–f1 |         |
| Principal  | 16′     |
| Subbass    | 16′     |
| Quinte     | 10 2⁄3′ |
| Octavbass  | 8′      |
| Bassflöte  | 8′      |
| Choralbass | 4′      |
| Hintersatz | 2 ⁄3′   |
| Rohrpfeife | 2′      |
| Posaune    | 16′     |
| Trompete   | 8′      |

- Koppeln: I/II, III/I, III/II, I/P, II/P, III/P
- Spielhilfen: mechanischer Pleno-Tritt, Schwelltritt

## Glocken
Das erste Geläut mit Gussstahlglocken aus Apolda erhielt St. Joseph im März 1929. Dieses überdauerte den Zweiten Weltkrieg, litt jedoch unter Rostfraß. So wurde es 1991 durch ein neues Geläut, bestehend aus sechs Glocken der Heilbronner Glockengießerei Bachert ersetzt. Das erweiterte g-moll-Geläut hat die Schlagtöne g0 – b0 – d1 – f1 – g1 – b1. Es wurde von Rudolf Maria Koppmann geweiht.